# Gustavita
La gustavita és un mineral de la classe dels sulfurs que pertany al grup de la lillianita. Rep el nom en honor de Gustav Adolf Hageman (1842-1916), enginyer químic de la firma Cryolite (Ivigtut, Groenlàndia).

## Característiques
La gustavita és una sulfosal de fórmula química AgPbBi₃S₆. Va ser aprovada com a espècie vàlida per l'Associació Mineralògica Internacional l'any 1967, sent publicada per primera vegada el 1970. Cristal·litza en el sistema ortoròmbic. La seva duresa a l'escala de Mohs és 3,5.
Segons la classificació de Nickel-Strunz, la gustavita pertany a "02.JB: Sulfosals de l'arquetip PbS, derivats de la galena, amb Pb" juntament amb els següents minerals: diaforita, cosalita, freieslebenita, marrita, cannizzarita, wittita, junoïta, neyita, nordströmita, nuffieldita, proudita, weibul·lita, felbertalita, rouxelita, angelaïta, cuproneyita, geocronita, jordanita, kirkiïta, tsugaruïta, pillaïta, zinkenita, scainiïta, pellouxita, chovanita, aschamalmita, bursaïta, eskimoïta, fizelyita, lil·lianita, ourayita, ramdohrita, roshchinita, schirmerita, treasurita, uchucchacuaïta, ustarasita, vikingita, xilingolita, heyrovskýita, andorita IV, gratonita, marrucciïta, vurroïta i arsenquatrandorita.

## Formació i jaciments
Va ser descoberta al dipòsit de criolita d'Ivigtut, situat al fiord Arsuk (Sermersooq, Groenlàndia). Tot i tractar-se d'una espècie poc habitual ha estat descrita en tots els continents del planeta a excepció de l'Antàrtida. Als territoris de parla catalana ha estat descrita a la mina José Domingo (L'Argentera, Baix Camp).